# Théâtre du Marais

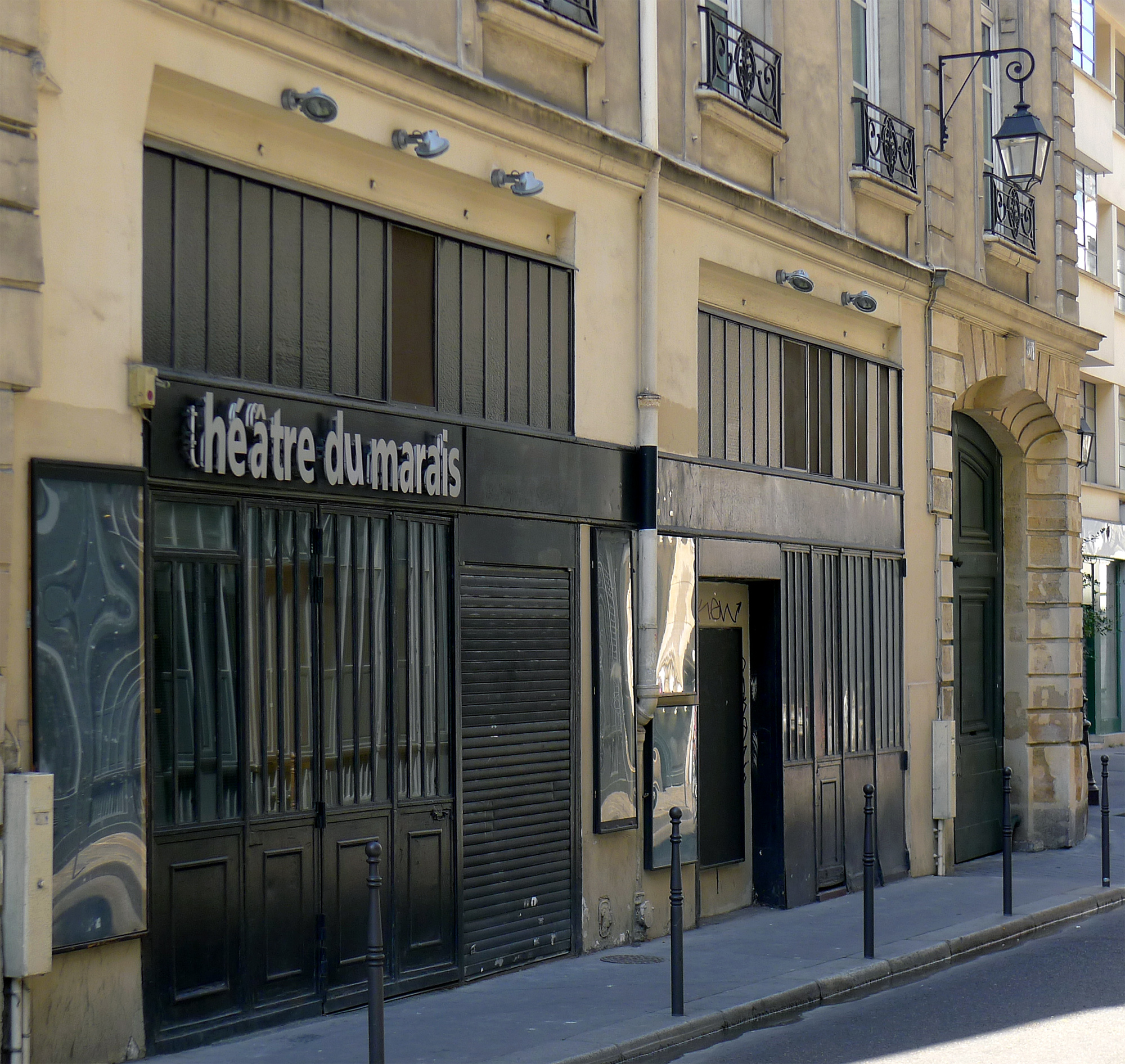
Współczesny Théâtre du Marais

Théâtre du Marais – nazwa kilku teatrów i trup teatralnych w Paryżu. Najsławniejszy teatr o tej nazwie istniał od 1634 do 1673 roku. Nazwę tę przyjął potem na krótko rewolucyjny teatr paryski w 1791 roku, a następnie teatr otwarty w 1976. Obecną siedzibą Théâtre du Marais jest 37, rue Volta w 3-ej arrondissement Paryża.

## Pierwszy teatr (1634-1673)

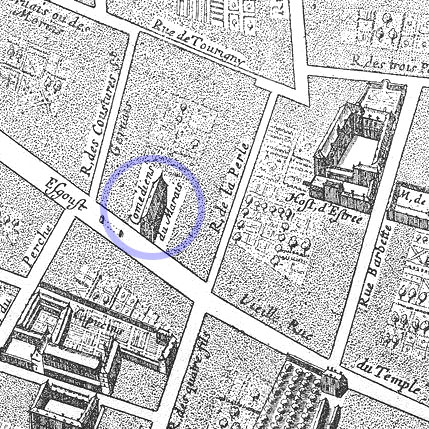
Théâtre du Marais w 1652.

W chwili utworzenia Théâtre du Marais w Paryżu działał tylko jeden zespół teatralnyː comédiens du Roi ("komedianci Króla") w Hôtel de Bourgogne. Aktorzy Charles Lenoir i Montdory prowadzący zespół Le Noir-Montdory postanowili otworzyć własny teatr w, modnej wówczas, dzielnicy Marais, przekształcając Jeu de Pomme des Maretz w teatr.
Repertuar nowego teatru stanowiły głównie farsy Jodeleta i sztuki Corneille'a. To tutaj Corneille wystawił w 1637 roku słynnego Cyda. W 1640 roku do trupy dołączył Floridor, stając się wkrótce jej pierwszą gwiazdą.
W 1643 roku teatr został zniszczony w pożarze. Odbudowa trwała do października 1644. W wyniku poczynionej przebudowy Théâtre du Marais, stał się on pierwszą sceną wyposażoną w łuk proscenium i maszynerię umożliwiającą inscenizowanie katastrof morskich i kataklizmów przyrody. W 1669 roku do trupy dołączyli Marie Champmeslé i jej mąż. W 1673 roku zespół Théâtre du Marais został połączony z trupą Moliera, tworząc troupe du Roi w Théâtre Guénégaud i stając się tym samym częścią Comédie-Française.

## Drugi teatr (1791-1807)
Nowy Théâtre du Marais został otwarty w 1791 roku. Został wzniesiony z materiałów pozyskanych ze zburzonej Bastylii i prezentował repertuar rewolucyjny. Głównym dostawcą sztuk dla tej sceny był Beaumarchais. Został zamknięty w 1807 roku z rozkazu Napoleona, a w 1812 roku został zburzony budynek teatru dla zrobienia miejsca pod łaźnie publiczne.

## Trzeci teatr (1976-)
Obecny Théâtre du Marais powstał z inicjatywy Jacques'a Mauclaira w 1976 roku. Zamknięty przejściowo w 1999 roku został ponownie otwarty jako część Corus Florent w 2000 roku.